# Матисов канал
Ма́тисов канал — канал в Красносельском районе Санкт-Петербурга, в юго-западной части города. Протекает по территории микрорайона «Балтийской жемчужины» и впадает в Дудергофский канал.

## История
Происхождение названия — от имени шкипера Христиана Матиса. Можно его сопоставить с другими похожими названиями Петербурга — Матисовым островом и Матисовым мостом. По другой версии канал получил свое название по фамилии Егора Матисена, служившего в Петербургской судебной палате и Правительствующем Сенате, одного из владельцев той усадьбы, от которой берет начало канал.
Канал проложен в XVIII веке, находился на оси «Усадьбы Демидова» (главный дом сохранился и находится на другой стороне Петергофского шоссе) и впадал непосредственно в Финский залив. При прорытии Дудергофского канала Матисов канал отвели в его русло, завернув на 90° на восток и засыпав прежнее устье. Параллельно Матисову каналу восточнее был вырыт дополнительный канал для швартовки яхт и катеров. При строительстве «Балтийской жемчужины» канал-дублёр был засыпан.
На берегу Матисова канала до начала 2000-х годов существовал яхт-клуб «Балтиец», который позднее перенесли западнее и ближе к самому берегу Финского залива в связи с застройкой данной территории.

## Географические сведения
Общая длина канала составляет около 1400 метров, ширина варьируется от 17 метров (исток) до 220 метров (устье). Глубина — более 2 м.
В канале обитают колюшка, окунь, плотва, подлещик.

## Достопримечательности
Часть Матисова канала, находящаяся в квартале «Балтийская Жемчужина», является памятником истории и культуры. 
 Объект культурного наследия народов РФ регионального значения. Рег. № 781711301530005 (ЕГРОКН). Объект № 7802188000 (БД Викигида)